# Carabus montivagus
Carabus montivagus es una especie de insecto adéfago del género Carabus, familia Carabidae. Fue descrita científicamente por Palliardi en 1825.
Habita en Bosnia y Herzegovina, Bulgaria, Croacia, Grecia, Hungría, Italia, Macedonia, Polonia, Rumania, Serbia, Eslovaquia y Turquía.